# Banco Matritense

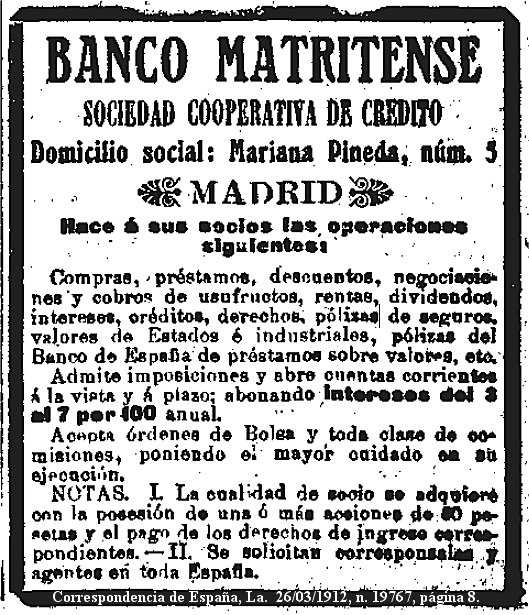
Banco Matritense avviso ai soci 1912

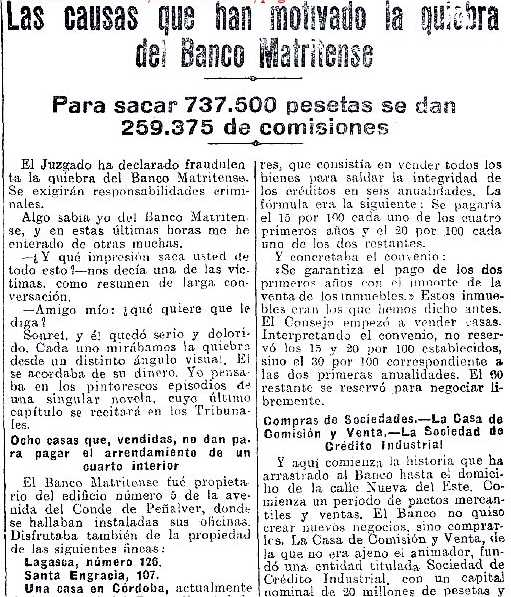
Banco Matritense il motivo del fallimento 1931

Il Banco Matritense è stata una banca spagnola fallita nel 1930.
Il Banco Matritense, società di credito cooperativo, fu fondato da un gruppo di privati a Madrid nel 1911 con 5.000 pesetas di capitale versato e ottenne subito un gran successo anche a livello nazionale.
La prima sede del Banco, dal 1911 al 1919, fu in Calle Mariana Pineda, 5 Madrid per trasferirsi successivamente in Puerta del Sol, 13.
Il vertiginoso sviluppo, che toccò la sua acme nel 1919, impose la costruzione della nuova imponente sede nella Gran Via n. 22 di Madrid (ex calle de Peñalver, 5), attuale hotel Villa de la Reina, a fianco dell'allora erigendo edificio del Círculo de la Unión Mercantil e Industrial al n.24. L'edificio fu progettato dell'architetto Secundino Zuazo Ugalde.
Nel periodo di maggior espansione il Banco Matritense aveva succursali in tutta la Spagna, soprattutto in Andalusia.
Dopo pochi anni sopravvenne il declino che vide già nel 1923 la vendita di tutto il patrimonio immobiliare e il successivo trasferimento degli uffici del Banco in un oscuro cortile della calle Nueva del Este al n.6 a quaranta pesetas di affitto mensile, per poi sfociare nel fallimento fraudolento avvenuto nel 1930 in cui rimasero coinvolti soprattutto piccoli risparmiatori, bottegai e piccoli imprenditori.